# Jordan Vogt-Roberts
Jordan Charles Vogt-Roberts (nascido em 22 de setembro de 1984) é um diretor de cinema e televisão americano e roteirista. Sua estréia no papel, The Kings of Summer, exibida no Festival de Cinema de Sundance de 2013, foi nomeada para o Prêmio do Grande Júri e também no Festival Internacional de Cinema de Cleveland de 2013.

## Trabalho
Vogt-Roberts começou sua carreira a produzir e dirigir episódios de duas séries da web, Memoirs of a Manchild (2009-2010) e Book Club (2009-2013) e direcionar quase todos os episódios da série web Single Dads (2009-2011).
Depois de transformar um episódio de Memoirs of Manchild para o curta-metragem Mint in a Box (2009), em 2010, ele escreveu e dirigiu o curta-metragem Successful Alcoholics, estrelado por T. J. Miller e Lizzy Caplan. O filme foi exibido no Festival Sundance de Cinema, no SXSW Festival de Cinema, no AFI Festival e em 30 outros festivais de cinema.

## Filmografia

### Filme
| 2013 | The Kings of Summer         | Sim | Sim | Estreia como diretor  |
| 2014 | Nick Offerman: American Ham | Sim | Sim | Documentário stand-up |
| 2017 | Kong: Skull Island          | Sim | Não |                       |
| TBA  | Metal Gear Solid            | Sim | Não | Em desenvolvimento    |

### Televisão
| 2011 | Death Valley     | Sim | Três episódios   |
| 2014 | You're the Worst | Sim | Quatro episódios |